# 42-es busz (Debrecen)

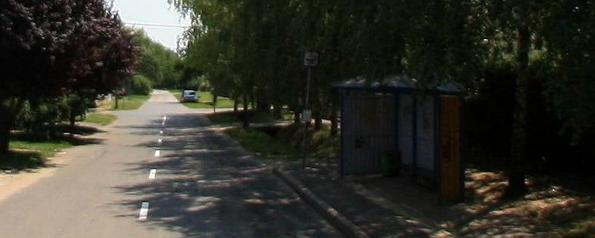
Vadász utca (ma: Tégláskert utca)

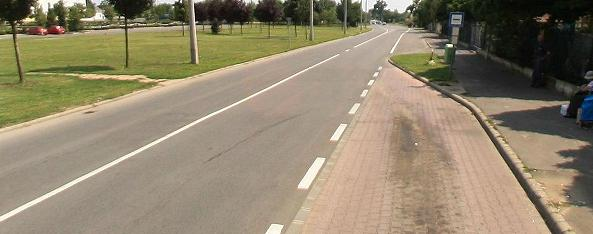
Kishatár utca

A debreceni 42-es jelzésű autóbusz a Tégláskert utca és a Nyugati Ipari Park között közlekedik. Útvonala során érinti a belvárost, Tégláskertet,  Salakmotorpályát, Debreceni Erőművet, Nagyállomást, Helyközi autóbusz-állomást, Segner teret, Alföldi Nyomdát, Kenézy Gyula Kórházat, Nagysándor József Általános Iskolát, Nagysándor telepet és az Auchan áruházat. A 42-es buszon felül közlekednek 42A és 47-es jelzéssel is járatok.

## Története
1948. május 3-án a Rákosi telepet (mai Nagysándor telep) is bekötötték a vonalhálózatba egy Városháza – Rákosi telep között közlekedő járattal. A járat a Városháza – Széchenyi utca – Nyugati utca – Kishegyesi út – Pósa utca útvonalon közlekedett. 1953. május 25-én körjárattá alakult át a járat, az útvonala pedig Rózsa utca – Széchenyi utca – Nyugati utca – Kishegyesi út – Pósa utca – Kunhalom utca – Bartók Béla út – Mester utca – Bethlen utca – Hatvan utca – Piac utca – Rózsa utca lett. Ellenirányú körjárat is indult, mely a hurkot fordítva járta be. 1955. május 9-én a Nagysándor telepet a Kishegyesi út felől megközelítő járat 2-es, a Bartók Béla út felől megközelítő járat 3-as jelzést kapott. 1959-ben összevonták az 1-es, 1A, 2-es és 3-as járatokat. Az új 12-es járat a Sólyom utcától indult és a Vámospércsi út – Faraktár utca – Kossuth utca – Széchenyi utca – Nyugati utca – Kishegyesi út – Pósa utca – Kunhalom utca – Bartók Béla út – Mester utca – Bethlen utca – Hatvan utca – Piac utca – Kossuth utca – Faraktár utca – Vámospércsi út útvonalon ért vissza a Sólyom utcához, a 13-as busz pedig a Zádor utcától indult és a Létai út – Vámospércsi út – Faraktár utca – Kossuth utca – Piac utca – Hatvan utca – Bethlen utca – Mester utca – Bartók Béla út – Kunhalom utca – Pósa utca – Kishegyesi út – Nyugati utca – Széchenyi utca – Kossuth utca – Faraktár utca – Vámospércsi út – Létai út útvonalon ért vissza a Zádor utcához. 1960-ban a 12-es 1-es, a 13-as pedig 2-es jelzést kapott. 1961-ben a vonalakat szétvágták, visszaállt az 1959 előtti állapot, viszont a belső végállomás a Kossuth térre került. A 60-as évek második felében a végállomás a Bajcsy Zsilinszky utcára kerül át. 1979. február 24-én a belső végállomás az Attila térre került át. 1988-tól az Attila tér és a Segner tér között a 2-es a Segner tér felé, a 3-as pedig az Attila tér felé az Attila tér – Szent Anna utca – Klaipeda utca – Rákóczi utca – Hunyadi utca – Bethlen utca – Hatvan utca – Segner tér útvonalon közlekedett. 1991. június 3-án a füzesabonyi vasútvonal kihelyezésekor megváltozott a 2-es és 3-as busz útvonala. Megszűnt az eddigi körjárat rendszer, innentől kezdve a két járat már két különböző útvonalon érte el a Nagysándor telepet. A 2-es busz új útvonala Nagyállomás – Erzsébet utca – Külsővásártér – Nyugati utca – Vendég/Csap utca – Bartók Béla út – Szotyori utca – Kishegyesi út – Pósa utca – Kishatár utca lett. 2Y jelzéssel új járat indult, mely betért a Tócóvölgy vasútállomáshoz. Június 27-től a 2Y járat megszűnt, a vasútállomást pedig a 3-as busz szolgálta ki. 1999-től már a Pesti utcán halad a Vendég/Csap utca helyett. 2009-ben jelzése 42-re változott. 2011. július 1-én a járat útvonala jelentősen megváltozott. Innentől kezdve a Kishatár utca és a Vadász utca között közlekedett. 42Y jelzéssel új járat indult, mely a Kishatár utcánál nem fordult vissza, hanem tovább közlekedett a Nyugati Ipari Parkig. 2013. novemberétől a 42Y járat 42-esként közlekedik tovább, a rövidebb útvonalon közlekedő 42-es busz pedig a Nagyállomás – Kishatár utca szakaszra rövidítve 42A jelzéssel közlekedik.

## Járművek
A viszonylaton Alfa Cívis 12 szóló buszok közlekednek.

## Útvonala
| Nyugati Ipari Park felé | Tégláskert utca felé |
| --- | --- |
| Tégláskert utca vá. – Tégláskert utca – Halász utca – Balaton utca – Gázvezeték utca – Mikepércsi út – Homokkerti felüljáró – Wesselényi utca – Nagyállomás – Piac utca – Széchenyi utca – Nyugati utca – Pesti utca – Bartók Béla út – Szotyori utca – Kishegyesi út – Pósa utca – Kishatár utca – Nyugati Ipari Park vá. | Nyugati Ipari Park vá. – Házgyár utca – Kishatár utca – Torockó utca – Pósa utca – Kishegyesi út – Szotyori utca – Bartók Béla út – Pesti utca – Nyugati utca – Széchenyi utca – Piac utca – Nagyállomás – Homokkerti felüljáró – Mikepércsi út – Epreskert utca – Gázvezeték utca – Balaton utca – Tégláskert utca vá. |

## Megállóhelyei
Az átszállási kapcsolatok között a Nagyállomás és a Kishatár utca között azonos útvonalon közlekedő 42A busz nincsen feltüntetve.
| 0  | Tégláskert utca végállomás                         | 36 | 47, 47Y |
| 1  | Tégláskerti iskola                                 | 35 | 47, 47Y |
| 2  | Téglás utca                                        | 34 | 47, 47Y |
| 3  | Balaton utca                                       | 34 | 47, 47Y |
| 3  | Kanális utca                                       | 33 | 47, 47Y |
| 4  | Salakmotorpálya                                    | 33 | 47, 47Y |
| 5  | Bádogos utca                                       | 32 | 47, 47Y |
| 6  | Gázvezeték utca                                    | 31 | 47, 47Y |
| 8  | Leiningen utca (↓) Epreskert utca (↑)              | 30 | 18Y, 44, 47, 47Y, 49, 49Y, Airport1 |
| 9  | Debreceni Erőmű                                    | 29 | 18, 18Y, 44, 47, 47Y, 49, 49Y, Airport1 Helyközi buszok |
| 12 | Nagyállomás                                        | 27 | 1, 2 5, 5A 10, 10A, 10Y, 14, 16, 18, 18Y, 21, 30, 30A, 30I, 30N, 37, 39, 43, 44, 46, 46E, 46H, 47, 47Y, 48, 49, 49Y, 146, A1, Airport1 Helyközi buszok S506 sebesvonat, gyorsvonat, IC, EC, expresszvonat |
| 13 | Petőfi tér                                         | 24 | 1, 2 |
| 15 | Piac utca (↓) Kistemplom (↑)                       | 22 | 1, 2 A1 |
| 17 | Debreceni Törvényszék (↓) Debreceni Ítélőtábla (↑) | 21 | 3, 3A, 4 19, 25, 25Y, 34, 35, 35Y, 36, 41, 41Y, 45, 125, 125Y |
| 18 | Helyközi autóbusz-állomás                          | 20 | 3, 3A, 4, 5, 5A 10, 10A, 10Y, 14, 19, 25, 25Y, 34, 35, 35Y, 36, 41, 41Y, 45, 46, 46E, 46H, 125, 125Y, 146, A1 Helyközi buszok                                                                             |
| 20 | Segner tér                                         | 18 | 3, 3A, 4, 5, 5A 10, 10A, 10Y, 11, 13, 14, 17, 17A, 24, 24Y, 25, 25Y, 33, 33E, 34, 35, 35E, 35Y, 36, 45, 46, 46E, 46H, 49, 49Y, 125, 125Y, 146, A1 Helyközi buszok                                         |
| 23 | Károli Gáspár tér (↓) Pesti utca (↑)               | 16 | 11, 12, 14, 15, 15Y, 22, 22Y, 24, 24Y, 33E, 34, 35, 35E, 35Y, 36, 36E, 43 |
| 24 | Kenézy Gyula Kórház                                | 13 | 14, 43 |
| 25 | Vág utca                                           | 11 | 43 |
| 26 | Szotyori utca (↓) Bartók Béla út (↑)               | 10 | 43 |
| 27 | Karacs Ferenc utca                                 | 9  | |
| 28 | Építők útja                                        | 8  | 17, 17A, 46, 46H, 146 |
| 30 | Tegez utca                                         | ∫  | 17, 17A, 43, 46, 46H |
| 31 | Pósa utca                                          | 7  | 17, 17A, 43, 46, 46E, 46H, 146 |
| 32 | Világos utca                                       | 5  | 43 |
| 32 | Torockó utca                                       | 4  | 43 |
| 33 | Házgyár utca                                       | 3  | 21, 43 |
| 35 | Bevásárlóközpontok                                 | ∫  | 21, 33, 33E Helyközi buszok |
| ∫  | Kishatár utca                                      | 3  | 21, 43, A1 |
| ∫  | Nyugati Ipari Park, szervizút II.                  | 1  | 21 |
| ∫  | Nyugati Ipari Park, szervizút I.                   | 0  | 21 |
| 36 | Nyugati Ipari Park végállomás                      | 0  | 21 |